# 시모카와베촌
시모카와베촌(下川辺村)은 히로시마현 아시나군에 있던 촌이다. 현재의 후추시의 일부에 해당한다.

## 역사
- 1889년 4월 1일 - 정촌제 시행에 의해 아시다군 시모카와베촌이 발족하였다.
- 1900년 4월 1일 - 군의 통합에 의해 아시나군에 소속되었다.
- 1954년 3월 31일 - 후추정, 이와타니촌, 히로타니촌, 구리부촌, 고쿠후촌과 합병, 시로 승격해 후추시가 신설하여 폐지되었다.

## 교통

### 철도
- 일본국유철도
  - 후쿠엔선

## 참고문헌
- 角川日本地名大辞典 34 広島県
- 『市町村名変遷辞典』東京堂出版、1990年